# اینگرید آندری
اینگرید آندری (آلمانی: Ingrid Andree؛ زادهٔ ۱۹ ژانویهٔ ۱۹۳۱) هنرپیشه اهل آلمان است. وی بازیگر فیلم‌هایی همچون درک بوده‌است.